# Eleocharis laeviseta
Eleocharis laeviseta är en halvgräsart som beskrevs av Takenoshin Nakai. Eleocharis laeviseta ingår i släktet småsäv, och familjen halvgräs. Inga underarter finns listade i Catalogue of Life.